# Court show
Court show – program telewizyjny stanowiący inscenizację rozprawy sądowej. Najczęściej występuje w dwóch odmianach: serialu fabularno-dokumentalnego (paradokumentalnego) albo programu typu reality show przedstawiającego fikcyjną rozprawę sądową, w której procesujące się strony i ich problemy są zazwyczaj prawdziwe, ale oceniający sytuację sędziowie są wyłącznie arbitrami, a ich decyzje nie mają żadnej mocy prawnej. W rolę rozjemców najczęściej wcielają się emerytowani sędziowie bądź prawnicy.
Badania prowadzone w Stanach Zjednoczonych wykazały, że seriale takie mogą pozytywnie wpływać na umiejętności ławników (sędziów przysięgłych), mogą jednak również oddziaływać negatywnie, wypaczając u widzów rzeczywisty obraz spraw i sal sądowych.

## Przykłady
Programy zaliczane do podgatunku arbitration-based reality court show:
- Judge Judy (Sędzia Judy),
- The People’s Court,
- Judge Rinder.

Seriale paradokumentalne o tematyce sądowniczej:
- Sędzia Anna Maria Wesołowska[3],
- Sąd rodzinny,
- Czyja wina?.

W Polsce nadawano także program Werdykt.